# Tábor-Čápův Dvůr (železniční zastávka)
Tábor-Čápův Dvůr je železniční zastávka ve městě Tábor v Jihočeském kraji. Nachází se na v místě zvaném Čápův Dvůr podle starého dvorce v Táboře, podle nějž nese název i nejbližší ulice – U Čápova dvora. Do provozu ji 15. června 2008 uvedla tehdejší SŽDC.

## Provozní informace
Na zastávce není možnost si koupit jízdenky, odbavení cestujících se provádí ve vlaku. Všechny vlaky zde zastavují jen na znamení.

## Doprava
Zastavují zde osobní vlaky Tábor – Veselí nad Lužnicí – České Budějovice.

## Galerie

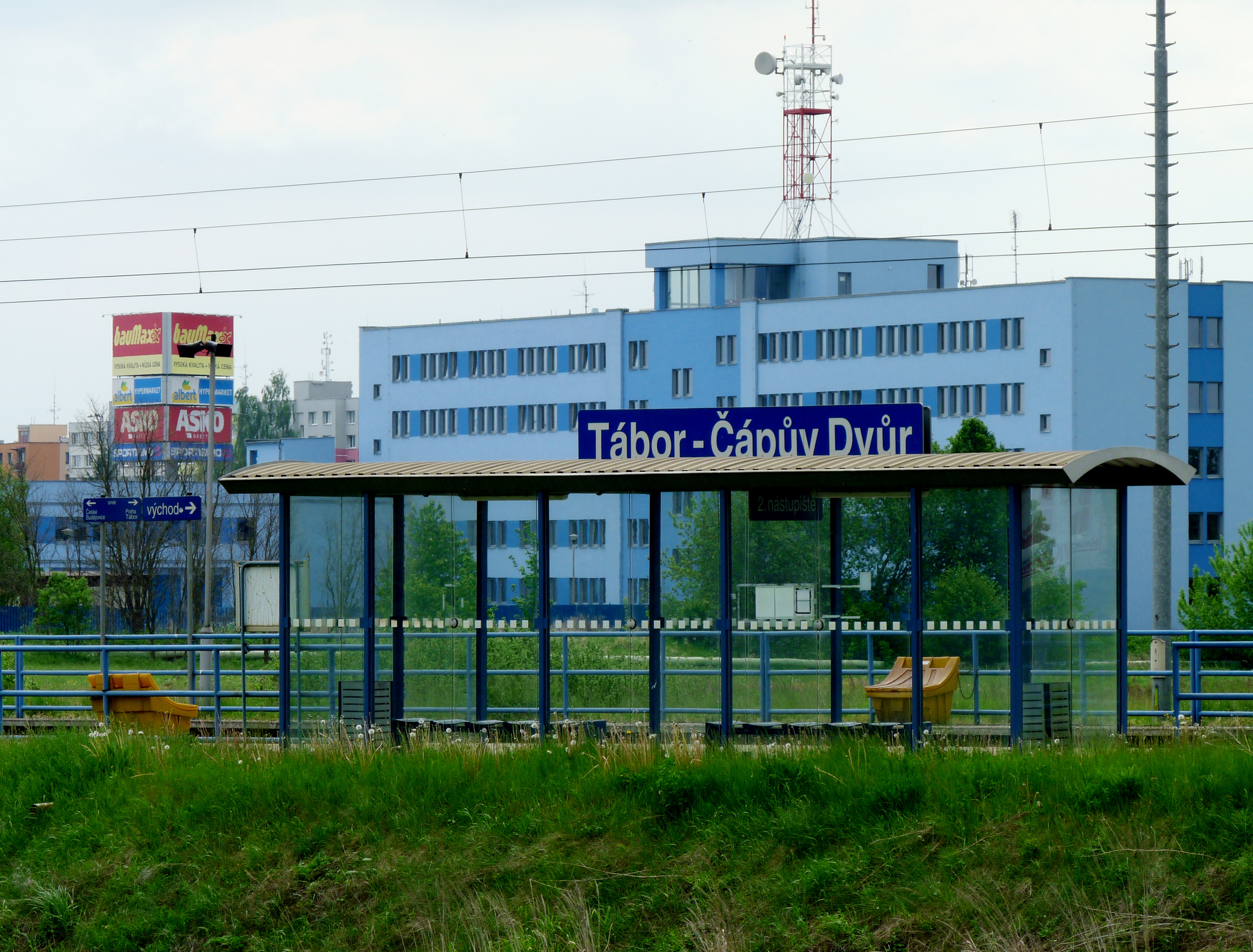
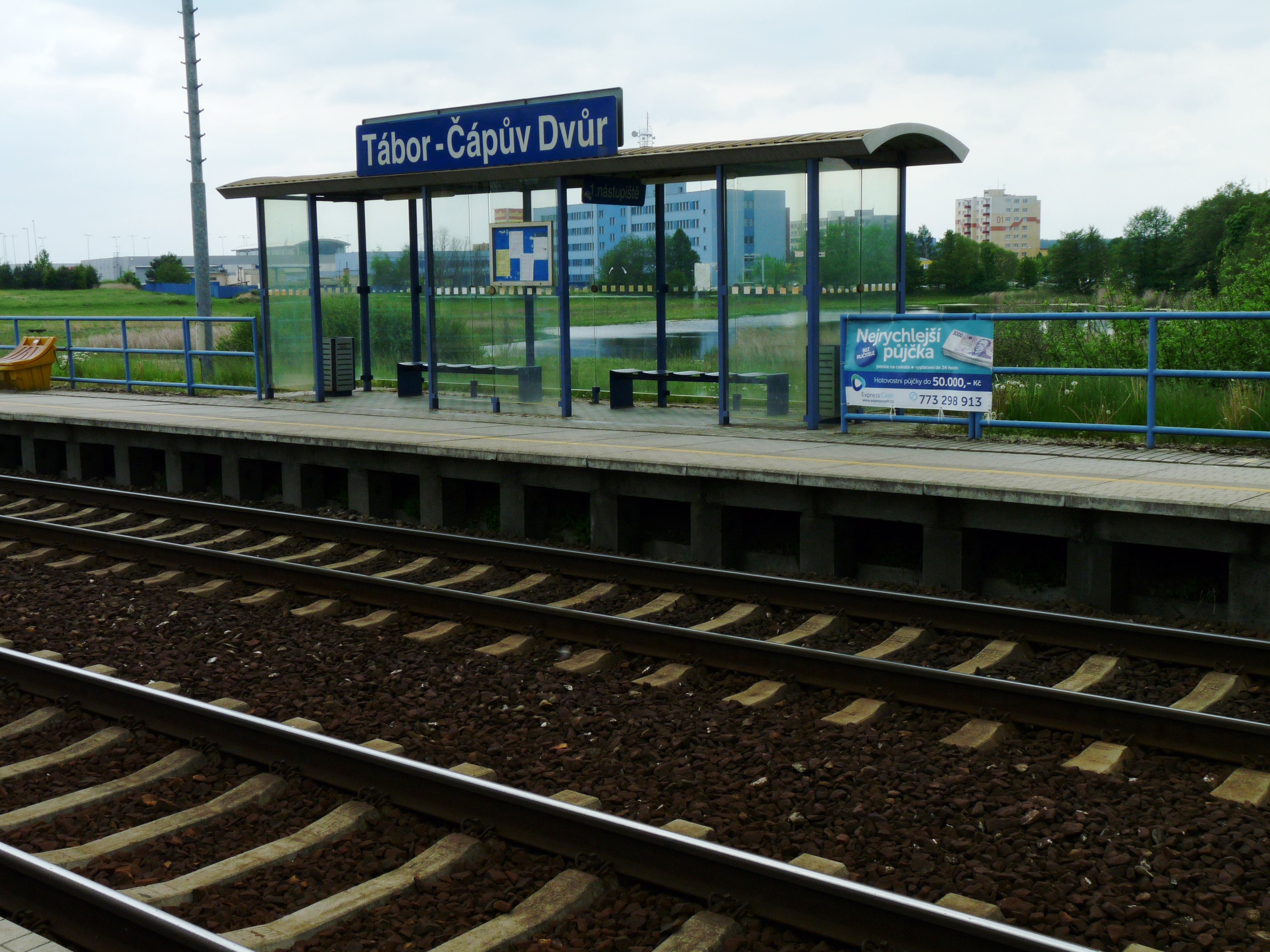
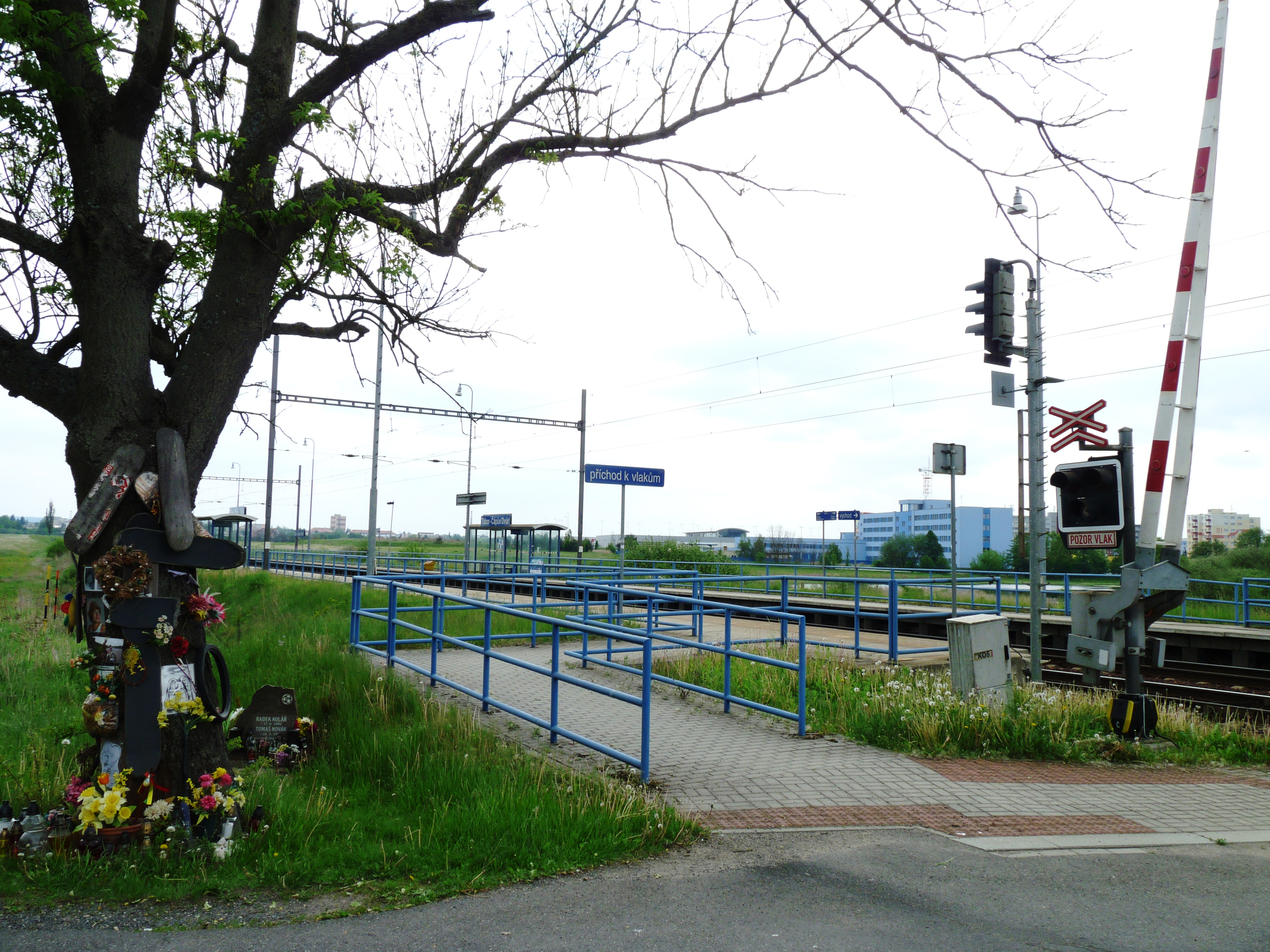
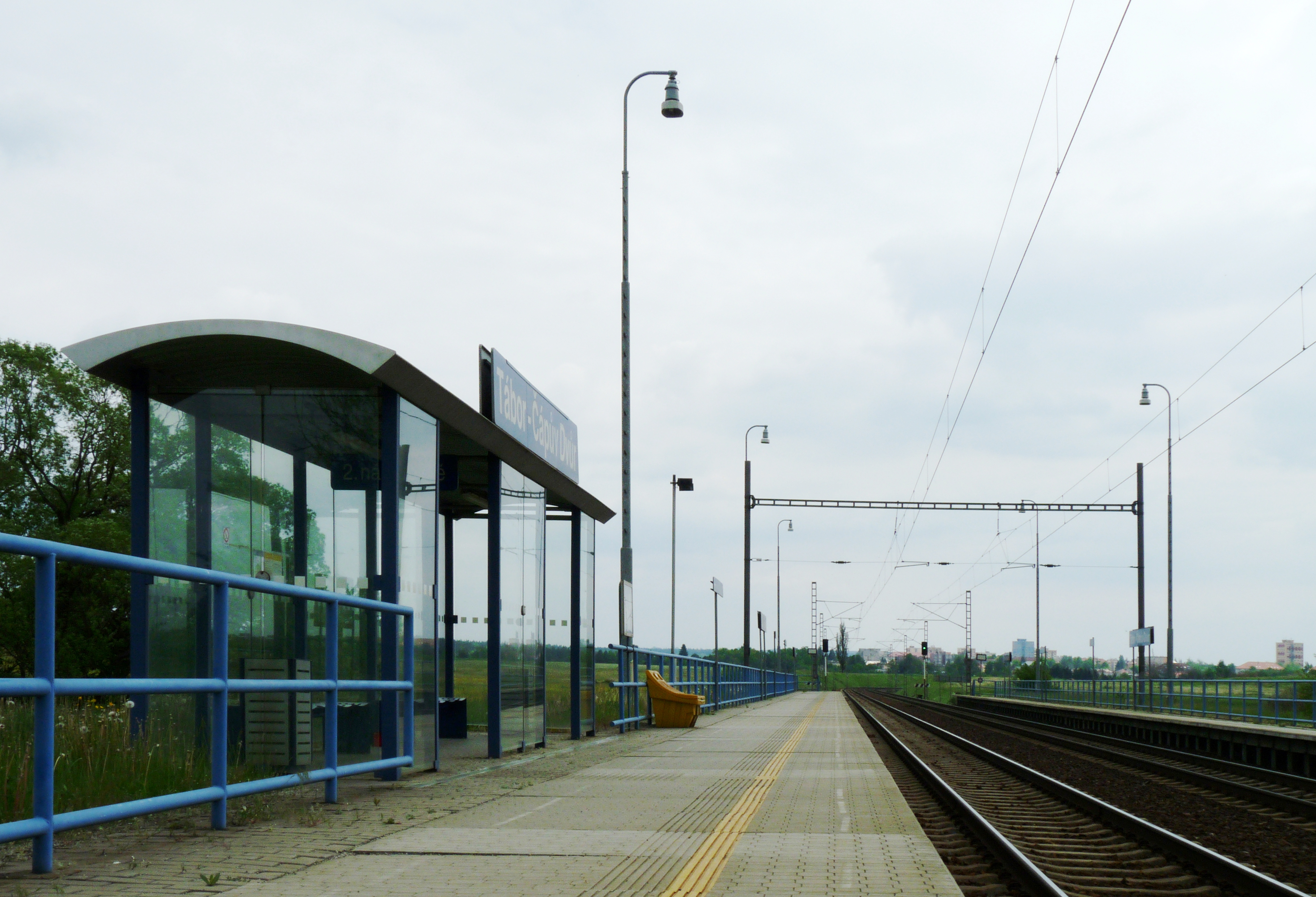

## Tratě
- Praha – České Budějovice